# Confessoria servitutis
L'actio confessoria servitutis o, in italiano Azione confessoria della servitù  è l'azione spettante al titolare di un diritto di servitù a tutela del proprio diritto nei confronti di chi ne contesta il diritto.

## Diritto romano
Nel diritto giustinianeo l'istituto originario della vindicatio servitutis  assunse il nome di actio  servitutis. Allo stesso modo per l'usufrutto vi era la parallela azione della vindicatio usufructus.

## Diritto italiano
La confessoria servitutis è regolata nel diritto italiano dall'art. 1079 c.c., che prevede che il titolare della servitù può farne riconoscere in giudizio l'esistenza contro chi ne contesta l'esercizio e può far cessare gli eventuali impedimenti e turbative. Può anche chiedere la rimessione delle cose in pristino, onde il risarcimento dei danni.

### Legittimazione attiva e passiva
Legittimato passivo è chiunque contesti la servitù.
L'actio confessoria viene considerata  come un'azione petitoria reale, e ha come presupposto l'esistenza del diritto di servitù. Attraverso questa azione si avrà, pertanto l'accertamento del relativo diritto. Secondo le normali regole dell'onus probandi la prova dovrà essere data dall'attore
La dottrina riconosce anche l'esistenza di un'azione di mero accertamento della servitù, ogni volta che ci sia una contestazione sulla titolarità.